# Talāb Darreh
Talāb Darreh är en ort i Iran.   Den ligger i provinsen Gilan, i den nordvästra delen av landet, 280 km nordväst om huvudstaden Teheran. Talāb Darreh ligger 224 meter över havet och antalet invånare är 323.
Terrängen runt Talāb Darreh är kuperad åt nordost, men åt sydväst är den bergig. Talāb Darreh ligger nere i en dal. Runt Talāb Darreh är det ganska glesbefolkat, med 45 invånare per kvadratkilometer. Närmaste större samhälle är Māsāl, 10,1 km öster om Talāb Darreh. I omgivningarna runt Talāb Darreh växer i huvudsak blandskog.